# Nicklas Eckerblom
Niklas Roger Eckerblom, född 4 januari 1984 i Västerhaninge, är en ishockeyspelare som kommer från Västerhaninge söder om Stockholm och som spelat för Västerhaninge IF, Djurgårdens IF och Almtuna IS.